# 노랑발도요
노랑발도요(영어: Grey-tailed Tattler, 학명: Tringa brevipes)는 도요목 도요과에 속하는 나그네새이다.

## 생김새
다리는 비교적 짧은 노란색이며 몸윗면이 진한 회갈색이고 흰 눈썹선이 있다. 

### 여름깃
멱, 가슴, 옆구리에 흑갈색 물결무늬가 있다. 

### 겨울깃
몸아랫면에 줄무늬가 없어진다.

## 서식지
갯벌, 하구, 백사장, 바위 해변에서 서식한다. 시베리아 동북부에서 번식하고 동남아시아, 뉴기니, 오스트레일리아 등에서 월동한다.